# 山岡憲一
山岡 憲一（やまおか けんいち、1899年（明治32年）3月23日 - 1995年（平成7年）11月27日）は、日本の実業家。JUKI株式会社の実質創業者。広島県安佐郡高陽町狩留家（現在の広島市安佐北区）出身。　

## 経歴
15歳の時渡米、1919年、ガーフィールドサブリメンタリースクール（パサデナ）卒。
帰国後広島県庁に勤務。北支臨時政府顧問秘書官などを経て1938年（昭和13年）退職。東京府知事の要請により、東京府の機械業者900人が500万円を出資して作った東京重機工業（現・JUKI）の前身・東京重機製造工業組合の設立に参画、理事に就任。陸軍に納入するそれまでの三八式歩兵銃に代わり、九九式小銃など陸海軍の兵器製造に従事した。
総務部長、理事、常務を経て終戦後の1946年（昭和21年）、社長に就任。軍需産業は復活禁止され、重要な機械は進駐軍に破壊され工場の半分を占拠された。2700名いた従業員の当面の飢餓を凌ぐため食器、下駄、玩具などの製造の他、ドングリの実でコッペパンの製造などもした。また田辺茂一や舟橋聖一、坂口安吾、草野心平らと、終戦直後数少ない活版印刷をした同人雑誌「月刊文藝時代」を編集し全国の書店で販売した。残った設備を転嫁できる機械産業に携わることを図り進駐軍と度々接触、民需転換の許可を受け、戦禍により焼失で需要が見込まれるミシンの製造に乗り出した。山岡は「機関銃も小銃もアナ空けが技術の基礎。これを応用出来るのがミシン」と考えた。戦後はミシン一筋に賭ける。他に1949年（昭和24年）には東京都と京王閣競輪場を建設した。最初は簡単な家庭用ミシンを手掛け、回転天秤の発明を機に1953年（昭和28年）から工業用ミシンの開発に力を注ぐ。その後、服飾に関係の深い家庭用編機、電子計算機周辺機器の製造販売に事業を拡大し同社をミシン業界トップに押し上げた。
自身が山間僻地の生まれのため、「戦後の地方の衰退を憂い、地方の人に一人でも多く郷里にとどまってもらいたい」と故郷への回帰を唱え、早くから工場の地方分散政策を実践した。山岡は、"その地域に生かされ、その地域を生かす"という「農工一体の経営」の思想を持ち、農村青年のまじめさ、忍耐力、そして誠実さにJUKI製品のものづくりを託した。郷里・広島県を始め島根県、栃木県、福島県、秋田県、宮崎県などの過疎地を中心に廃校となった小中学校を改造するなどして工場を建設、地方農工業のモデルをつくりあげた。現在も主力の栃木県大田原工場は、過疎地施策とは違い農村地域の農工一体施策であったが、若き日の渡辺美智雄の尽力もあって進出を決めたもの。また頼まれて地方の関連工場の再建にも力を尽くした。これらは後年、地方の時代が叫ばれた時、その先覚者として評価された。
1956年（昭和31年）に国慶節に周恩来首相から招きで中国を訪問する等、ソ連など当時の共産諸国にも早くから進出、その他欧米にも販路を拡げ現在売上の約50％超を占める海外部門の礎を築き1976年（昭和51年）会長に退いた。1963年（昭和38年）、藍綬褒章。1970年（昭和45年）勲三等旭日中綬章受章、1976年（昭和51年）勲二等瑞宝章受章。
他に女子社員が多いため、ハンドボール部の強化に力を注ぎ、同社女子ハンドボール部は、1970年代に何度も全国優勝するなど強豪として知られた。

## 親族
長男・建夫もJUKI株式会社の会長を務めた。